# Morte al volante
Morte al volante (The Honeymoon Express) è un film muto del 1926 diretto da James Flood con (non accreditato) Ernst Lubitsch.

## Trama
Quando i Lambert diventano ricchi, la famiglia si disgrega: il padre John, un donnaiolo, si fa irretire da Estelle, un'avventuriera che mira ai suoi quattrini; il figlio Lance, che è architetto, trascura il suo lavoro dandosi al bere; Becky, la figlia scapigliata e moderna, si incapriccia di Nathan Peck, un milionario. Mary, la madre, che ha sacrificato tutta la vita sull'altare della famiglia, si rende conto che i suoi sforzi sono inutili e abbandona la casa con Margaret, la figlia più giovane, una creatura ancora incontaminata. Trova lavoro come decoratrice d'interni nello studio di Jim Donaldson, dove poi trova un lavoro anche per il figlio Lance che le ha chiesto aiuto. Anche il giovane se n'è andato via da casa, disgustato dalle persone poco raccomandabili che suo padre vi invita. Insieme alla madre, che ha rifiutato di riconciliarsi con il marito, salva Becky dal suicidio. La sorella giovane, intanto, si è innamorata di Dick, il fratello di Donaldson. La famiglia ora è di nuovo riunita sotto la guida di Jim, che è diventato il nuovo capo famiglia.

## Produzione
Il film fu prodotto dalla Warner Bros. e venne girato nei Warner Brothers Burbank Studios, al 4000 di Warner Boulevard, a Burbank.

## Distribuzione
Distribuito dalla Warner Bros., uscì nelle sale cinematografiche statunitensi il 2 settembre 1926, presentato al Loew's di New York. Nel Regno Unito, il film venne distribuito dalla Gaumont British Distributors il 17 gennaio 1927 in una versione ridotta in cinque bobine e non in sette, come nella versione originale.
Non si conoscono copie ancora esistenti della pellicola che viene considerata presumibilmente perduta